# Recilia krameri
Recilia krameri là loài côn trùng thuộc họ Cicadellidae, bộ Cánh nửa. Loài này được Rama Subba Rao & Ramakrishnan miên tả năm 1988.